# Флаг Привольного сельского поселения
Флаг муниципального образования Приво́льное сельское поселение Кавказского района Краснодарского края Российской Федерации — опознавательно-правовой знак, служащий официальным символом муниципального образования.
Флаг утверждён 25 октября 2010 года и внесён в Государственный геральдический регистр Российской Федерации с присвоением регистрационного номера 6573.

## Описание
«Полотнище с отношением ширины к длине 2:3, состоящее из трёх горизонтальных полос в соотношении 3:4:3 — зелёной между двумя голубыми. Верхняя голубая полоса несёт жёлтое изображение восходящего солнца, причём диск и расходящаяся в стороны пара лучей полностью разделяют две верхних полосы; нижняя полоса несёт в свою очередь две белые продольные узкие волнистые полосы; и на фоне границы двух нижних полос воспроизведена композиция из двух колосьев, переплетённых с мельничным колесом, воспроизведённая жёлтым и белым цветами».

## Обоснование символики
Флаг языком символов и аллегорий отражает исторические, культурные и экономические особенности сельского поселения.
Изображение восходящего солнца и зелёного поля аллегорически говорит о наименовании Привольного сельского поселения и символизирует тепло, благополучие и спокойствие.
Зелёный цвет символизирует уникальную кубанскую природу, плодородие, жизнь, надежду и здоровье и аллегорически указывает на развитие растениеводства в поселении.
Восходящее солнце символизирует свет и тепло, дающие жизнь всему сущему на земле, зарождение прекрасного, лучших надежд.
Началу основания хутора Привольного положило строительство водяной мельницы на реке Челбас, о чём аллегорически говорит изображение мельничного колеса. Колесо — символ прогресса, развития, стремления вперёд.
Изображение пшеничных колосьев продетых сквозь мельничное колесо указывает на то, что одним из основных занятий в поселении всегда было и остаётся выращивание хлебных злаков.
Жёлтый цвет (золото) — символ величия, достатка, хлеба, процветания и прочности.
Голубой цвет (лазурь) символизирует безупречность, добродетель, возвышенные устремления, волю, чистое небо.
Нижняя голубая полоса аллегорически указывает на реку Челбас, вдоль которой протянулись земли поселения.
Белый цвет (серебро) — символ мудрости, совершенства, чистоты.